# Yvon Bertin
Yvon Bertin (Nantes, 9 de abril de 1953) foi um ciclista francês, que foi profissional entre 1975 e 1984. Durante a sua carreura profissional destaca a vitória conseguida numa etapa do Giro d'Italia de 1980. Naquele mesmo ano vestiu o maillot amarelo de Tour de France durante 1 etapa.

## Palmarés
- 1975
  - 1 etapa da Étoile des Espoirs

- 1976
- Grande Prêmio de Isbergues

- 1977
  - 1 etapa do Tour d'Indre-et-Loire

- 1978
  - 1 etapa do Circuito de la Sarthe

- 1979
- Grande Prêmio de Rennes
- Tour do Tarn, mais 2 etapas
  - 2 etapas do Tour do Luxemburgo
  - 2 etapas do Tour de l'Oise
  - 1 etapa da Paris-Nice

- 1980
  - 1 etapa do Giro d'Italia

- 1981
  - 1 etapa do Tour d'Indre-et-Loire

- 1983
  - 1 etapa dos Quatro Dias de Dunquerque

## Resultados nas Grandes Voltas e Campeonatos de Mundo
| Corrida            | 1978 | 1979 | 1980 | 1981 | 1982  | 1983 | 1984 |
| ------------------ | ---- | ---- | ---- | ---- | ----- | ---- | ---- |
| Giro d'Italia      | -    | -    | 76.º | -    | -     | -    | -    |
| Tour de France     | 74.º | -    | Ab.  | 85.º | 124.º | -    | -    |
| Volta a Espanha    | -    | -    | -    | -    | -     | -    | 72.º |
| Mundial em Estrada | -    | -    | -    | -    | -     | -    | 9.º  |

-: não participa

Ab.: abandono